# Марјан Смолуховски
Марјан Смолуховски (пољски: Marian Smoluchowski; 28. мај 1872 — 5. септембар 1917) био је пољски физичар који је радио на територијама Аустроугарског царства. Био је пионир статистичке физике и дао је значајан допринос теорији Брауновог кретања и стохастичких процеса.
Дипломирао је физику на Универзитету у Бечу 1895. године, пре него што је три године касније постао приват-доцент на Универзитету у Лавову. Године 1913. именован је за шефа Факултета експерименталне физике на Јагелонском универзитету у Кракову. Познат је по Смолуховској једначини, Ајнштајн-Смолуховској релацији и Фајнман-Смолуховској рачетки.

## Биографија
Рођен је 1872. године у породици више класе у Вордер-Брилу, близу Беча, од оца Вилхелма и мајке Теофиле (рођене Шчепановске). Похађао је престижни Колегијум Терезијанум. Потом је студирао физику на Универзитету у Бечу (1890-1895). Докторирао је 1895. године на основу своје дисертације под називом Акустичке студије еластичности меких материјала . Међу његовим учитељима били су Франц С. Екснер и Јозеф Штефан . Лудвиг Болцман је био на позицији на Универзитету у Минхену током Смолуховских студија у Бечу, а Болцман се вратио у Беч 1894. године када је Смолуховски служио у аустријској војсци. Изгледа да нису имали директан контакт, иако Смолуховски рад прати традицију Болцманових идеја.
Након неколико година на другим универзитетима (Париз, Глазгов, Берлин), 1899. године Смолуховски се преселио у Лавов, где је добио место на Универзитету у Лавову. Био је председник Пољског друштва природњака „Коперник“ (1906–1907). 
У Краков се преселио 1913. године да би преузео катедру на Одељењу за експерименталну физику, наследивши Аугуста Витковског, који је одавно видео Смолуховског као свог наследника. Када је наредне године почео Први светски рат, услови рада су постали необично тешки, јер је пространа и модерна зграда Физичког факултета, коју је Витковски саградио непосредно пре рата претворена у војну болницу. Могућност рада у тој згради била је један од разлога зашто је Смолуховски донео одлуку да се пресели у Краков. Сада је био приморан да ради у стану покојног професора Карола Олшевског. Током његових предавања из експерименталне физике, коришћење чак и најједноставније демонстрационе опреме било је практично немогуће.
Предавао је експерименталну физику; његови ученици су били Јозеф Патковски, Станислав Лориа и Вацлав Джјевулски.
Смолуховски је био члан Коперниковог друштва природних научника и Пољске академије наука и књижевности.
Смолуховски је умро у Кракову 1917. године, од последица епидемије дизентерије.

## Посао
Смолуховски је спровео фундаментална истраживања кинетичке теорије материје. Године 1904. открио је флуктуације густине у гасној фази, док је 1908. године био први физичар који је феномен критичне опалесценције приписао великим флуктуацијама густине. Кроз истраживања је објаснио плаву боју неба као последицу расејања светлости у атмосфери.
Године 1906, убрзо након Алберта Ајнштајна, он је независно објаснио Брауново кретање. Смолуховски је представио једначину, познату као Смолуховска једначина, која је постала основа за теорију стохастичких процеса. Описује временску еволуцију функције густине вероватноће за честицу која се креће у Брауновом кретању под утицајем спољашњих сила и дифузије. Субрахманијан Чандрасекар је то описао као „једно од најзначајнијих достигнућа у молекуларној физици“.
У 1916. години је предложио једначину за дифузију у спољашњем потенцијалном пољу. Ова једначина носи његово име.

## Лични живот
Године 1901. оженио се Зофијом Баранјецком (1881-1959), ћерком професора Јагелонског универзитета Маријана Баранјецког. Имали су двоје деце, Алдону Смолуховску (1902–84) и Романа Смолуховског (1910–96). Роман је постао познати физичар који је радио у Пољској, а након Другог светског рата се настанио у Сједињеним Државама ( Институт за напредне студије у Принстону).
Његова непрофесионална интересовања укључивала су скијање, планинарење у Алпима и Татрама, сликање акварелом и свирање клавира.

## Награде и признања
Године 1901, је добио почасни докторат Универзитета у Глазгову. Додељена му је Хајтингерова награда Аустријске академије наука за његово теоријско објашњење Брауновог кретања у 1908. години. Године 1913. био је предавач Волфскехл фондације у Гетингену, а у 1936. години је постхумно одликован Командорским крстом Ордена Полоније Реституте.
Пољско физичко друштво је 1965. године установило Медаљу Маријана Смолуховског. То је међународна награда за значајна достигнућа у области физике као признање за Смолуховски допринос науци.
Међународна астрономска унија је 1970. године један од кратера на Месецу назвала Смолуховски. 
Институт за физику Јагелонског универзитета носи име Смолуховског у његову част.
Улице у неколико пољских градова носе име Смолуховског, укључујући Гдањск, Лублин, Малборк, Краков, Познањ и Вроцлав.
Сенат Пољске је 2017. године усвојио посебну резолуцију поводом стогодишњице смрти Смолуховског којом је 2017. годину прогласио „Годином Марјана Смолуховског“.
Физичар Анджеј Кајетан Врблевски је Смолуховског уврстио међу највеће пољске физичаре 20. века поред Марије Кири, Карола Олшевског, Јежија Пњевског и Маријана Даниша. 
Јан Гжанка је 2022. објавио књигу Заборављени физичарски геније: Мариан Смолуцховски. Књига је посвећена животу и научном раду Смолуховског.